# MAYDAY (DEEPの曲)
「MAYDAY」（メイデイ）は、DEEPの16枚目のシングル。2016年3月16日にSony Music Associated Recordsから発売された。

## 概要
- 前作の｢ラスト・グッバイ」から約1年3か月後のシングルである。
- Sony Music Associated Records移籍後初のシングル。
- CD+DVD（初回生産限定盤）、CDのみ（通常盤）、CD (1COIN)（期間生産限定盤）の3形態で発売。

## 収録曲

### CD+DVD（初回生産限定盤）
CD
1. MAYDAY
作詞：Harumi Tsuyuzaki、作曲：Drew Ryan Scott, Ichiro Suezawa, Ryosuke"Dr.R"Sakai、編曲：Ryosuke"Dr.R"Sakai
テレビ朝日系『Break Out』3月度エンディング・テーマ
2. I MISS YOU
作詞：NaNa★MUSiC, EQ、作曲：EQ、編曲：EQ for TinyVoice, Production
『JSBC SNOWTOWN』 TVCMソング
3. MAYDAY (Instrumental)
4. I MISS YOU (Instrumental)

DVD
Video Clip
1. MAYDAY

LIVE
- DEEP LIVE HOUSE TOUR 2015"Love Light"~DEEP MEMBER'S SELECTION~

1. Superstar
2. Love Light
3. 君のいない道
4. 君じゃない誰かなんて〜Tejina〜
5. -Acoustic corner- 涙が落ちないように
6. Forevermore
7. Don't Stop The Music
8. Spirit
9. ラスト・グッバイ
10. Intro ~Love again~

### CDのみ（通常盤）
CD
1. MAYDAY
2. I MISS YOU
3. MORE DEEP
（作詞・作曲：HUM）
4. MAYDAY（Instrumental）
5. I MISS YOU（Instrumental）
6. MORE DEEP（Instrumental）

### CD (1COIN) （期間生産限定盤）
CD
1. MAYDAY